# Weverson
Pour les articles homonymes, voir Oliveira.
Weverson Patrik Rodrigues Oliveira, plus communément appelé Weverson, né le 3 juin 1988 à Campina Grande, est un footballeur brésilien.
Il évolue habituellement comme milieu de terrain.

## Carrière
Weverson joue successivement dans les équipes suivantes : Clube Atlético Paranaense, Treze Futebol Clube, CF Os Belenenses, Vila Nova Futebol Clube, Arbil Sports Club, AD Bahia de Feira (en) et ACD Potiguar.